# 遠古丹駅
座標: 北緯48度34分21秒 東経142度45分30秒 / 北緯48.57250度 東経142.75833度
遠古丹駅（えんこたんえき）は、かつて樺太元泊郡知取町に存在した鉄道省樺太東線の駅である。

## 歴史
- 1927年（昭和2年）11月20日 - 樺太鉄道落合駅 - 知取駅(170.5km)間開業により、北辰駅（ほくしんえき）として設置。
- 1941年（昭和16年）
  - 3月31日 - 遠古丹駅に改称。
  - 4月1日 - 樺太鉄道の国有化により、樺太庁鉄道樺太東線の駅となる。
- 1943年（昭和18年）4月1日 - 南樺太の内地化にともない、鉄道省（国有鉄道）に編入。
- 1945年（昭和20年）8月 - ソ連軍が南樺太へ侵攻、占領し、駅も含め全線がソ連軍に接収される。
- 1946年（昭和21年）
  - 2月1日 - 日本の国有鉄道の駅としては、書類上廃止。
  - 4月1日 - ソ連国鉄に編入。ロシア語駅名は「ポレーチエ サハリンスコエ」。

## 駅名の由来
当駅の所在する地名からであり、地名はアイヌ語の「ウェン・コタン」（悪い村）による。

## 運行状況
（1944年当時） 
- 1945年現在、上りは敷香駅発元泊駅行き2本と白浦駅行きと落合駅行き各1本であった。下りは敷香駅行きが3本上敷香駅行き1本であった。
- 大泊港駅発着の夜行列車は通過していた。

現在はポロナイスク駅、チーハヤ駅発着の1往復、ユジノサハリンスク駅、ノグリキ駅発着の特急1往復のみ停車する。

## 駅周辺
- 知取町役場
- 王子製紙知取工場
- 遊山閣

## 隣の駅
鉄道省樺太鉄道局
樺太東線
東礼文駅 - 遠古丹駅 - 知取駅